# Apomys minganensis
Il topo di foresta di Mingan (Apomys minganensis  Heaney & Al., 2011) è un roditore della famiglia dei Muridi endemico dell'isola di Luzon, nelle Filippine.

## Descrizione

### Dimensioni
Roditore di piccole dimensioni, con la lunghezza totale tra 246 e 279 mm, la lunghezza della coda tra 116 e 138 mm, la lunghezza del piede tra 31 e 35 mm, la lunghezza delle orecchie tra 18 e 19 mm e un peso fino a 92 g.

### Aspetto
Le parti superiori sono marroni scure, con le punte dei peli color ruggine e la base grigiastra, mentre le parti ventrali sono color ocra. Il dorso delle zampe è marrone scuro. La coda è leggermente più corta della testa e del corpo, cosparsa di pochi piccoli peli scuri, è marrone scuro sopra, bianca sotto e talvolta anche in punta.

## Biologia

### Comportamento
È una specie terricola e notturna.

### Alimentazione
Si nutre di vermi ed altri invertebrati dal corpo molle.

## Distribuzione e habitat
Questa specie è endemica delle Montagne Mingan, nella parte nord-orientale dell'isola di Luzon, nelle Filippine.
Vive nelle foreste muschiose e foreste montane tra 1.540 e 1.785 metri di altitudine.

## Conservazione
Questa specie, essendo stata scoperta solo recentemente, non è stata sottoposta ancora a nessun criterio di conservazione.